# Anolis leditzigorum
Anolis leditzigorum — вид ігуаноподібних ящірок родини анолісових (Dactyloidae). Ендемік Коста-Рики.

## Поширення і екологія
Anolis leditzigorum відомі з кількох місцевостей, розташованих в провінції Пунтаренас на заході Коста-Рики. Вони живуть в тропічних лісах.